# Rapeman
Rapeman (violador, en inglés) fue una banda de noise rock y rock alternativo formada en 1987, durando apenas dos años hasta su separación en 1989. Consistía en Steve Albini (guitarra, voz), David Wm. Sims (bajo) y Rey Washam (batería).

## Historia
En una entrevista, Albini dijo que "Rapeman es [...] el personaje principal en un comic japonés que un amigo (Rey Washam) me mostró. El comic cambia tu mente totalmente. Existe todo un género de comics en Japón, donde las mujeres son violadas explícitamente por cualquier razón". Albini y Washam se "obsesionaron" con el cómic, y nombraron su nueva banda en honor al personaje.
Los shows de Rapeman serían, frecuentemente, el objetivo de protestantes, que sentían que la banda insultaba a las mujeres e incluso incitaba la violación. Albini catalogó estas críticas como "idiotas", argumentando que "la ideología punk generalmente es muy simpática al feminismo".
El estilo de la banda era algo cambiante, a veces recordando al noise rock típico y a veces con un sonido más similar al art rock. Rapeman basaba su sonido en la atípica ecualización de la guitarra de Albini.
Se separaron en 1989 por razones personales, y no, como se rumorea, por una pelea con relación al nombre de la banda. Cuando se le preguntó sobre esto, Albini respondió "alguien no se llevaba bien con alguien. Eso es todo".

## Después de Rapeman
Albini, luego de Rapeman, siguió su carrera de ingeniero de sonido. Además, fue el bajista para Flour en sus conciertos en vivo, y luego formó Shellac, junto al baterista en vivo de Flour, Todd Trainer. Shellac sigue tocando hasta el día de hoy.
Sims se reunió con el cantante ex-Scratch Acid David Yow para formar The Jesus Lizard.

## Discografía
Todos los lanzamientos originalmente lanzados por Touch and Go Records en los Estados Unidos, Blast First Records en el Reino Unido y AuGoGo Records en Australia. Sin embargo, Rapeman dejó Blast First Records en 1990 después de que Albini tuviera una discusión con Blast First sobre un lanzamiento de Big Black, la banda anterior a Rapeman de Albini. Por dos años, Rapeman se quedó sin distribución en el Reino Unido, hasta que en 1992 Touch and Go empezó a distribuir allí.
- "Hated Chinee b/w Marmoset" - Sencillo de 7 pulgadas (1988)
- Budd - EP (1988) (UK Indie #2)
- Two Nuns and a Pack Mule - Álbum de estudio (1988) (UK Indie #4)
- "Inki's Butt Crack b/w Song Number One" - Sencillo de 7 pulgadas (1989)